# انفیلد، استرالیای جنوبی
انفیلد (به انگلیسی: Enfield) یک حومه شهر در استرالیا است که در بندر آدلاید انفیلد واقع شده‌است.